# Carico limite
Un carico nell'ingegneria strutturale è un sistema di forze applicate che possono originare una deformazione e conseguente stato di sollecitazione in una struttura.
Un carico limite comporta il raggiungimento di una situazione particolarmente critica per l'opera intera o parte di essa.
Una consapevole ed attenta analisi strutturale ha proprio la funzione di evitare il verificarsi di questi inconvenienti.
Secondo il metodo degli stati limite, il carico limite si distingue fondamentalmente in due tipologie:
- carico di stato limite ultimo
- carico di stato limite di esercizio

In entrambi i casi si studia il carico concentrato oppure distribuito che, secondo le previsioni progettuali, porterebbe la struttura ad una condizione indesiderata, che va dalla semplice deformazione eccessiva (con pregiudizio all'accessibilità e vivibilità, o anche solo con problemi estetici) al danno pericoloso per la resistenza e stabilità della struttura e per l'incolumità delle persone che vi sono all'interno.
Le entità calcolate hanno un valore spesso ipotetico, soggetto a margini ampi di errore, soprattutto se la struttura presenta particolari complessità. La cautela nei confronti di tali eventualità è affidata a vari coefficienti di sicurezza, che trasformano il carico limite in carico di progetto.
Questo termine fa riferimento al metodo degli stati limite, attualmente in vigore e contenuto nell'eurocodice.
Si misura, a seconda dei casi, in Newton o in Pascal, e relativi multipli e sottomultipli.